# 陳燁 (萬曆進士)
陳燁（1547年—？），字子潛，號吴峰，直隸蘇州府吳縣人，民籍，明朝政治人物。

## 生平
萬曆元年（1573年）癸酉科應天府鄉試第十五名，萬曆五年（1577年）丁丑科會試第二十一名，登三甲第七十二名進士。初授行人司行人，十年六月选授礼科给事中，十二年三月升兵科右。十五年十月復除刑科右，十二月升本科左，十六年以弹劾江西副使房寰被贬。

## 家族
曾祖陳淅；祖父陳桐；父陳世纓。母許氏。具慶下。